# (5649) Donnashirley
(5649) Donnashirley est un astéroïde de la ceinture principale aréocroiseur.

## Description
(5649) Donnashirley est un astéroïde aréocroiseur. Il présente une orbite caractérisée par un demi-grand axe de 2,28 UA, une excentricité de 0,34 et une inclinaison de 21,7° par rapport à l'écliptique.

## Compléments